# Thomas Charles Godwin
Thomas Charles "Tommy" Godwin (Connecticut, Estats Units, 5 de novembre de 1929 - 3 de novembre de 2012) va ser un ciclista anglès, que va córrer durant els anys 40 del segle xx. De jove es traslladà a Birmingham, on va créixer.
El 1948 va prendre part en els Jocs Olímpics de Londres, tot guanyant dues medalles de bronze: una en la prova del quilòmetre contrarellotge, per darrere Jacques Dupont i Pierre Nihant; i l'altre en la prova de persecució per equips, fent equip amb Wilfred Waters, Robert Geldard i David Ricketts.
Durant molts anys es dedicà a fer tasques d'entrenador, tot creant el primer camp de formació de ciclisme britànic a Mallorca, i dirigint l'equip nacional britànic de ciclisme als Jocs Olímpics de Tòquio de 1964. També fundà diversos clubs ciclistes.